# 聖弗朗西斯鎮區 (阿肯色州菲利普斯縣)
聖弗朗西斯鎮區（英語：St. Francis Township）是位於美國阿肯色州菲利普斯縣的一個行政鎮區。

## 地方資料
聖弗朗西斯鎮區的面積為139.78平方千米，當中陸地面積為119.22平方千米，而水域面積為20.56平方千米。根據2010年美國人口普查的數據，當地共有人口4746人，而人口密度為每平方千米33.95人。